# Gränsjön (Hällefors socken, Västmanland)
Gränsjön är en sjö i Hällefors kommun i Västmanland och ingår i Norrströms huvudavrinningsområde. Sjön är 17,5 meter djup, har en yta på 3,85 kvadratkilometer och är belägen 232 meter över havet. Sjön avvattnas av vattendraget Dyltaån (Bornsälven). Vid provfiske har abborre, löja och mört fångats i sjön.

## Delavrinningsområde
Gränsjön ingår i det delavrinningsområde (664284-143724) som SMHI kallar för Utloppet av Gränsjön. Medelhöjden är 256 meter över havet och ytan är 19,15 kvadratkilometer. Det finns ett avrinningsområde uppströms, och räknas det in blir den ackumulerade arean 27,06 kvadratkilometer. Dyltaån (Bornsälven) som avvattnar avrinningsområdet har biflödesordning 3, vilket innebär att vattnet flödar genom totalt 3 vattendrag innan det når havet efter 273 kilometer. Avrinningsområdet består mestadels av skog (73 procent). Avrinningsområdet har 3,85 kvadratkilometer vattenytor vilket ger det en sjöprocent på 20,1 procent.